# Arrest Toneelvereniging Cicero
Het arrest Toneelvereniging Cicero, of korter Cicero-arrest (HR 9 november 1954, NJ 1955/55) is een arrest van de Nederlandse Hoge Raad dat betrekking heeft op voorwaardelijk opzet bij de strafrechtelijke vervolging van een schending van auteursrecht en het leerstuk van voorwaardelijk opzet.

## Samenvatting
Toneelvereniging `Cicero' heeft vooraf aan het auteursrechtenbureau Internationaal Bureau voor Auteursrecht (IBVA) een bedrag van 25 gulden aan auteursrechten betaald voor het opvoeren van het toneelstuk `De man in burger'. Wat betreft de verplichte aankoop van acht tekstboekjes van het toneelstuk meent het bestuur, dat deze (tweede) voorwaarde ten onrechte is gesteld. Zodoende wordt de toneelvereniging geen opvoeringsvergunning verleend.
Na de opvoering wordt het bestuur strafrechtelijk vervolgd wegens ‘het medeplegen van het misdrijf: opzettelijk inbreuk maken op eens anders auteursrecht’. Het gerechtshof veroordeelt de bestuursleden tot (onder meer) een geldboete. Het cassatieberoep wordt verworpen. De Hoge Raad concludeert tot voorwaardelijk opzet van de kant van toneelvereniging Cicero, die immers `zich willens en wetens blootstelt aan de geenszins als denkbeeldig te verwaarlozen kans' dat de tweede voorwaarde terecht was gesteld. Met deze formulering heeft de Hoge Raad het voorwaardelijk opzet voor het eerst expliciet verwoord.

## Casus
De bewerker C.J. Pieters heeft de auteurs- en opvoeringsrechten van het (van oorsprong Amerikaanse) toneelstuk "De man in burger" overgedragen aan het toneelfonds Festa te Winschoten. Deze laat haar belangen behartigen door het Internationaal Bureau voor Auteurs- en Opvoeringsrechten (IBVA) ‘Holland’ te Alkmaar. De secretaris van de Nederlandse Amateur Toneel Unie heeft namens toneelvereniging Cicero geïnformeerd naar de condities om het betreffende toneelstuk te mogen opvoeren. Het schriftelijke antwoord hield in, 

‘dat de gevraagde condities waren ƒ 25 voor iedere opvoering en dat voor de eerste opvoering het aankoopbewijs van acht tekstboekjes moest worden overgelegd’.

Bij toneelvereniging Cicero bestaat twijfel of de tweede voorwaarde (8 tekstboekjes) niet ten onrechte wordt gesteld. Het bedrag van 25 gulden is vooraf betaald en het toneelstuk wordt op 25 november 1951 opgevoerd. Voor deze voorstelling was geen opvoeringsvergunning verleend, omdat niet aan de tweede voorwaarde was voldaan.

## Procesgang
Na de opvoering werden de bestuursleden van toneelvereniging Cicero op basis van artikel 31 Auteurswet 1912 (inmiddels kortweg Auteurswet) vervolgd wegens ‘het medeplegen van het misdrijf: opzettelijk inbreuk maken op eens anders auteursrecht’. In hoger beroep werden de bestuursleden door het hof veroordeeld tot een geldboete van 1 gulden per persoon, een eenmalige schadevergoeding aan Festa van 8 gulden en een kostenveroordeling wat betreft de proceskosten van de benadeelde partij.
Het cassatieberoep is verworpen.

## Cassatiemiddel en pleidooi
Artikel 31. Hij, die opzettelijk inbreuk maakt op eens anders auteursrecht, wordt gestraft met ...

De delictsomschrijving stelt als eis dat het misdrijf opzettelijk is gepleegd. Hiertegenover stelt het cassatiemiddel:

dat uit de gebezigde bewijsmiddelen het te laste gelegde opzet niet is af te leiden;

Wat betreft de tweede voorwaarde –de verplichte aankoop van acht tekstboekjes– stelt de toneelvereniging, dat zij ten tijde van de uitvoering in de veronderstelling verkeerde dat deze tweede voorwaarde (wellicht) ten onrechte was gesteld, reden waarom de verplichte aankoop niet had plaatsgevonden.

[dat] het verschuldigde recht voldaan was en zij ‘alleen niet vervuld hadden een voorwaarde, die daarbij –naar hun mening– zonder recht gesteld werd’, waar, ‘zo zij al bekend waren met het feit dat deze voorwaarde veelal gesteld placht te worden, zij ook wisten dat dat zeer herhaaldelijk ten onrechte geschiedde’;

Voorts wordt geponeerd:
(1) dat het auteursrechtenbureau (IVBA) had moeten aantonen dat de tweede voorwaarde niet ten onrechte was gesteld;
(2) dat het auteursrechtenbureau het ook niet wist.

dat requiranten daarbij, nagaand ‘welk inzicht van hen verlangd kon worden’, uit de omstandigheid dat zelfs het auteursrechtenbureau niet op de hoogte bleek, of het aan ‘Cicero’ de voorwaarde stelde namens den auteur Pieters dan wel namens het toneelfonds ‘Festa’ op grond van een overdracht van zijn rechten door Pieters, willen afleiden dat zijzelf, verdachten, het zeker niet konden weten;

## Hoge Raad
Wat betreft artikel 31 Auteurswet concludeert de Hoge Raad tot voorwaardelijk opzet van de kant van toneelvereniging Cicero,
die immers `zich willens en wetens blootstelt aan de geenszins als denkbeeldig te verwaarlozen kans' dat de tweede voorwaarde terecht was gesteld.
De Hoge Raad overwoog:

dat toch hij die, zich ervan bewust dat de vertegenwoordiger van den rechthebbende hem tot de opvoering slechts vergunning geeft indien hij aan twee daartoe gestelde eisen voldoet, daarop den enen eis vervullende den anderen bepaaldelijk niet vervult, zonder te weten of deze ten onrechte werd gesteld, en dan desalniettemin, in stede van vooraf daarnaar te informeren, tot de opvoering overgaat, zich willens en wetens blootstelt aan de geenszins als denkbeeldig te verwaarlozen kans, dat die vertegenwoordiger ook dergelijken tweeden eis niet zonder grond zal hebben gesteld;

dat derhalve uit de gebezigde bewijsmiddelen, welke onder meer het bovenweergegevende behelzen, voor ieder der requiranten kan worden afgeleid, dat hij of zij voorwaardelijk zijn of haar opzet mede erop gericht heeft dat hij of zij telastegelegd heeft laten opvoeren ‘zonder dat de voor die opvoering verschuldigde rechten waren voldaan, althans voor de opvoering regeling van rechten had plaatsgevonden’;

## Relevantie
In dit arrest wordt voorwaardelijk opzet door de Hoge Raad (voor het eerst) uitdrukkelijk erkend.
Dezelfde formulering (willens en wetens ...) is in een aantal arresten gebruikt, voordat de Hoge Raad op een andere formulering
is overgestapt.

## Trivia
- In het arrest wordt niet duidelijk waarom het verschil maakt van wie (Pieters of Festa) de tweede voorwaarde (afnameverplichting) afkomstig is.
- De tekst van dit belangrijk arrest m.b.t. voorwaardelijk opzet werd in december 2019 opnieuw gepubliceerd op de jurisprudentiesite rechtspraak.nl.[1][2]